# ANF Les Mureaux 115

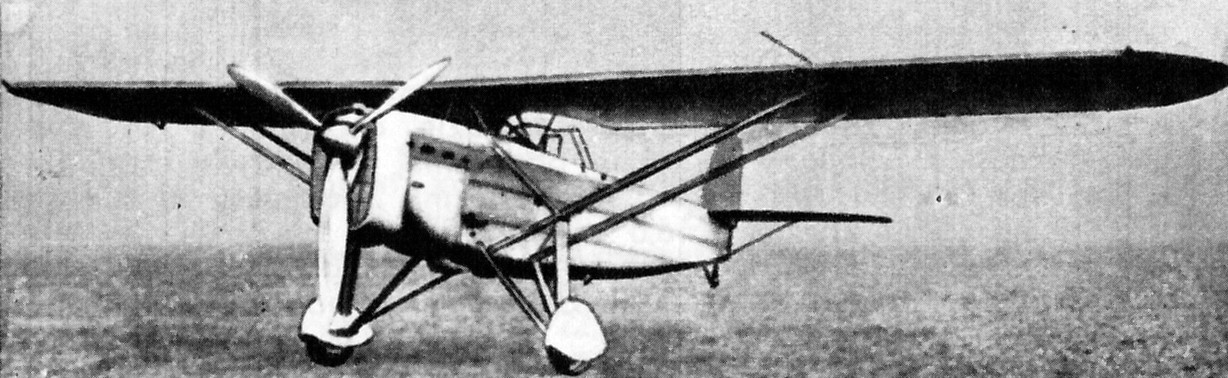
ANF Les Mureaux 115 R2

ANF Les Mureaux 110 a letouny odvozené o tohoto typu byly francouzské průzkumné letouny vyvinuté ve 30. letech 20. století. Byly to celokovové dvoumístné hornoplošníky s tandemovým otevřeným kokpitem. Letouny byly široce využívány během bitvy o Francii v roce 1940, ale brzy poté byly vyřazeny.

## Vývoj
Letoun ANF Les Mureaux 110 navržen pro splnění požadavků francouzského ministerstva letectví na dodání letounu, který by nahradil letoun Breguet 19 a sloužil by v roli průzkumného letounu („R2“). Byly postaveny dvě mírně odlišné varianty označené 110 a 111, které byly představeny letectvu k testování. Brzy následovaly objednávky sériových strojů.
První masově vyráběnou variantou byla od roku 1933 verze 113, které bylo objednáno 49 strojů. Tato verze byla ve výrobě nahrazena variantou 115 v roce 1935 a posléze i verzí 117. Obě tyto verze mohly působit i v roli lehkých bombardérů.

## Operační historie
Letouny verze 113 vstoupily do služby u francouzského letectva (Armée de l'Air) v průzkumných skupinách (Groupes), následovaly skupiny pozorovací a nakonec nahrazovaly i letouny Potez 25 u rezervních jednotek (Groupes Aériens Régionaux). Tyto letouny následovaly posléze letouny verze 117 a 115. V letech 1934–35 bylo 40 původních letounů verze 113 přizpůsobeno do role nočních stíhacích letounů, kde měly nahradit stroje Breguet 19.
V době vypuknutí druhé světové války bylo letouny 115 vybaveno 9 průzkumných skupin (Groupes Aériens d'Observation) a dalších 9 skupin bylo vybaveno letouny 117. V dubnu 1940 bylo 11 letounů ztraceno v akci a v době vypuknutí bitvy o Francii bylo k dispozici ještě 228 letounů. Při uzavírání příměří 25. června 1940 bylo k dispozici již jen 62 strojů, z toho některé v severní Africe.

## Varianty
110
Dva letouny postavené pro zkoušení. Letouny měly motor Hispano-Suiza 12Nb.
111
Jeden letoun postavený pro zkoušení. Letoun měl motor Hispano-Suiza 12Nb.
112 R2
Prototypy 110 přestavěné do předsériových strojů s motory Hispano-Suiza 12Ybrs.
- 112 GR

Jeden speciálně postavený letoun pro účast v leteckém závodu Bibescu Cup.
113 R2
První sériová verze s motory Hispano-Suiza 12Ybrs. Postaveno 49 strojů.
- 113 CN

40 původních strojů 113 R2 přestavěných do role nočních stíhačů.
- 113 GR

Závodní verze vybavená přeplňovaným motorem Hispano-Suiza 12Ybrs. Postaven pouze jeden stroj.
114 CN
Jeden prototyp plánované verze pro roli nočního stíhacího letounu.
115 R2B2
Průzkumná bombardovací verze s vylepšeným motorem Hispano-Suiza 12Ycrs. Postaveno 119 strojů.
- 115 R2

Tato verze byla poháněna motorem Hispano-Suiza 12Yers o výkonu 634 kW.
117 R2B2
Průzkumná bombardovací verze s vylepšenou aerodynamikou a motorem Hispano-Suiza 12Ybrs. Postaveno 115 strojů.
119
Jeden letoun 113 upravený pro vytvořený světového výškového rekordu se zátěží 500 kg s motorem Hispano-Suiza 12Ybrs.
200A.3
Prototyp pozorovacího letounu s motorem Hispano-Suiza 12Ycrs.

## Specifikace (115 R2B2)

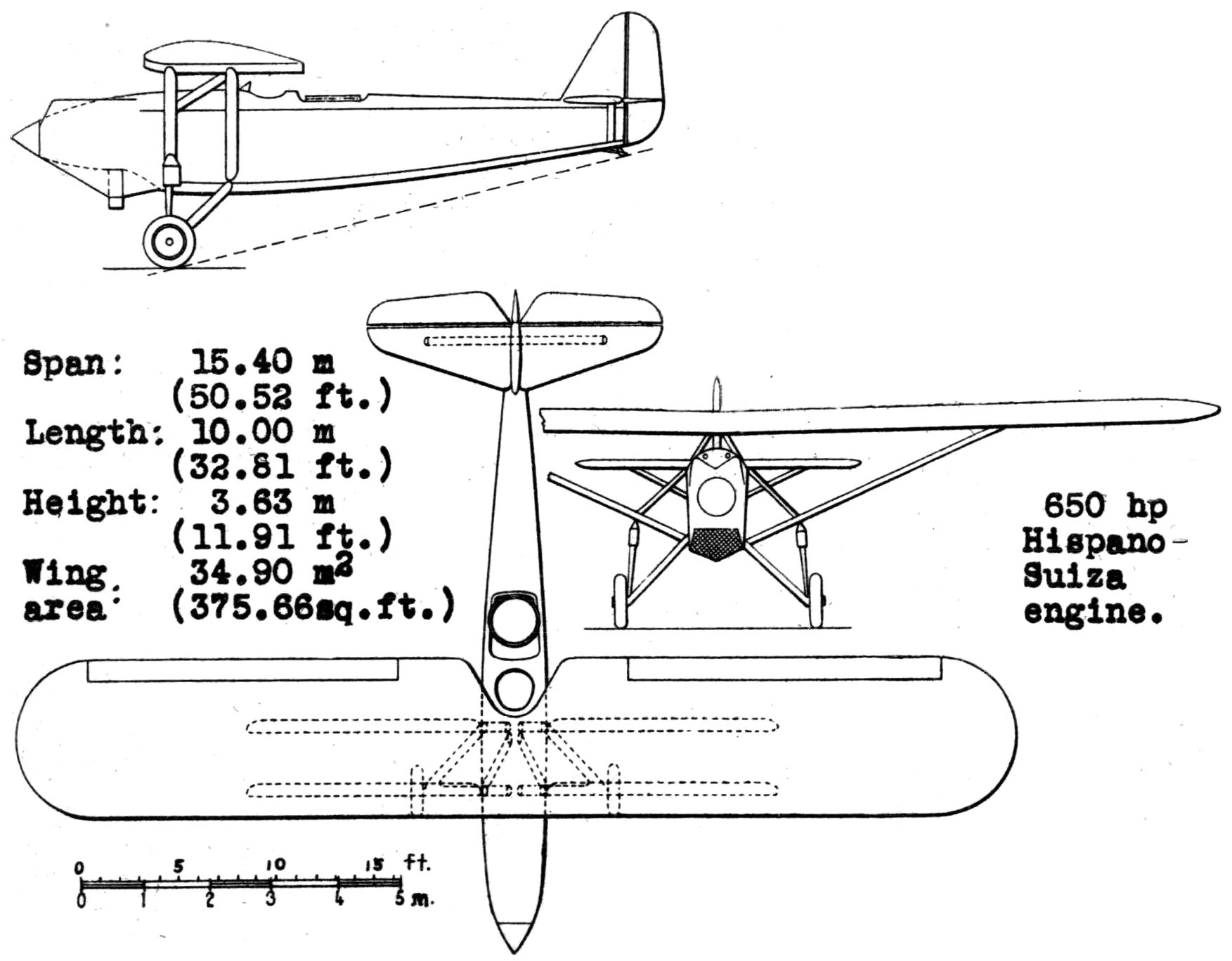
ANF Les Mureaux 111

### Technické údaje
- Posádka: 2 (pilot a pozorovatel)
- Rozpětí: 15,4 m
- Délka: 9,95 m
- Výška: 3,81 m
- Nosná plocha: 34,9 m²
- Plošné zatížení: 83 kg/m²
- Prázdná hmotnost: 1 757 kg
- Max. vzletová hmotnost: 2 885 kg
- Pohonná jednotka: 1× řadový motor Hispano-Suiza 12Ycrs
- Výkon pohonné jednotky: 860 k (640 kW)

### Výkony
- Cestovní rychlost: ? km/h ve výšce ? m
- Maximální rychlost: 340 km/h ve výšce ? m
- Dolet: 1 000 km
- Dostup: 10 000 m (32 800 stop)
- Stoupavost: 445 m/min

### Výzbroj
- 1× letecký kanón Hispano-Suiza HS.9 ráže 20 mm
- 2× pevný kulomet MAC 34 ráže 7,5 mm střílející dopředu
- 2× pohyblivý kulomet MAC 34 ráže 7,5 mm obsluhovaný pozorovatelem
- 200 kg bomb

## Uživatelé
Francie
- Francouzské letectvo